# ويليام ميرفي (لاعب كرة مضرب)
ويليام ميرفي (بالإنجليزية: William Murphy)‏ هو لاعب كرة مضرب أمريكي، ولد في 15 نوفمبر 1917 في شيكاغو في الولايات المتحدة، وتوفي في 16 مايو 2005 في توسان في الولايات المتحدة.